# Zehmen (Ort)
Zehmen war ein Dorf mit Rittergut südlich von Leipzig in der Pleißenaue gelegen. Das Gut war bis Ende des 16. Jahrhunderts im Besitz der sächsischen Adelsfamilie von Zehmen, als deren Stammsitz es gilt. 1957 musste Zehmen dem Braunkohlebergbau weichen und wurde durch den Tagebau Espenhain überbaggert. Die Fläche ist inzwischen rekultiviert und bildet jetzt die Ostseite des Rückhaltebeckens Stöhna.

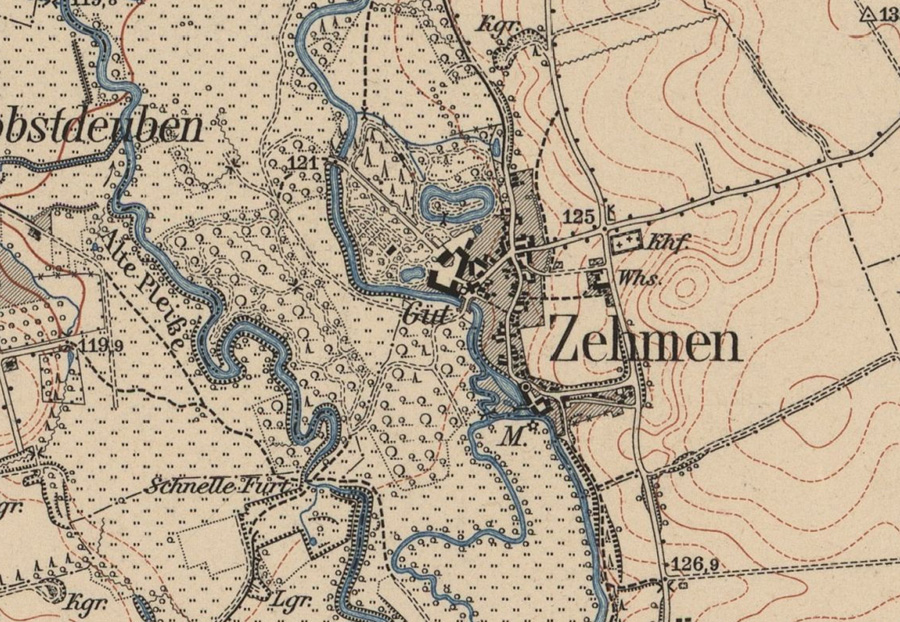
Zehmen auf einer Karte von 1907

## Lage
Zehmen lag etwa 12 km südlich von Leipzig an der Ostseite der Pleißenaue, die wegen des geringen Flussgefälles durch zahlreiche Flussverzweigungen und -mäander zwischen Wiesen und kleinen Waldungen gekennzeichnet war und dadurch einen parkähnlichen Charakter aufwies.
Die Nachbarorte von Zehmen waren im Uhrzeigersinn, von Norden beginnend, Cröbern, Magdeborn, Rüben, Stöhna und Großdeuben mit Probstdeuben.

## Verkehr
Am östlichen Rand der Pleißenaue verlief die mittelalterliche Handelsstraße Via Imperii und berührte Zehmen. Später nutzte die Poststraße Leipzig–Altenburg die gleiche Route. Mit der Verlegung auf die hochwassersicherere Trasse über Magdeborn (später F 95) verlor Zehmen den Anschluss an das Fernstraßennetz. Die Sächsisch-Bayerische Eisenbahn verlief westlich der Pleiße, so dass für Zehmen der nächstgelegene Bahnhof Großdeuben war, der aber wegen fehlender Pleißebrücken auch nicht auf kürzestem Wege zu erreichen war.

## Geschichte

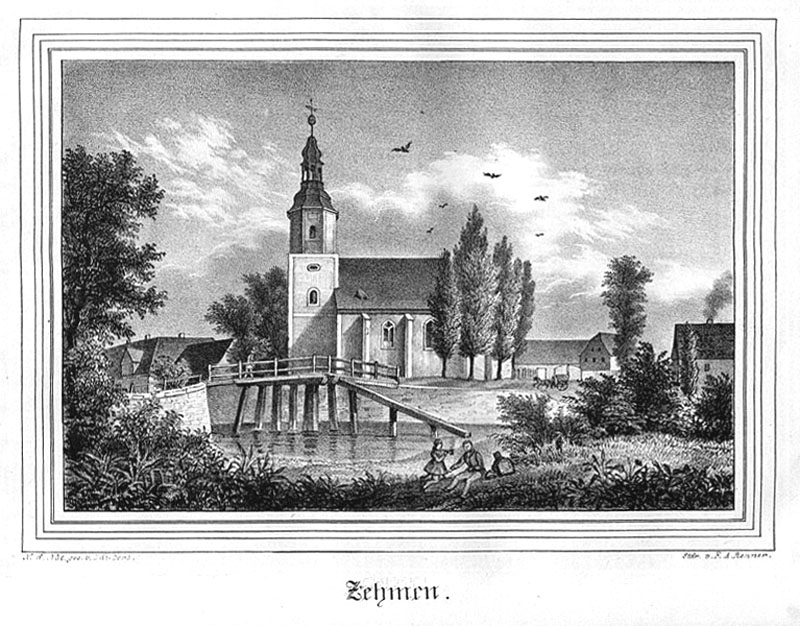
Die Kirche von Zehmen um 1840

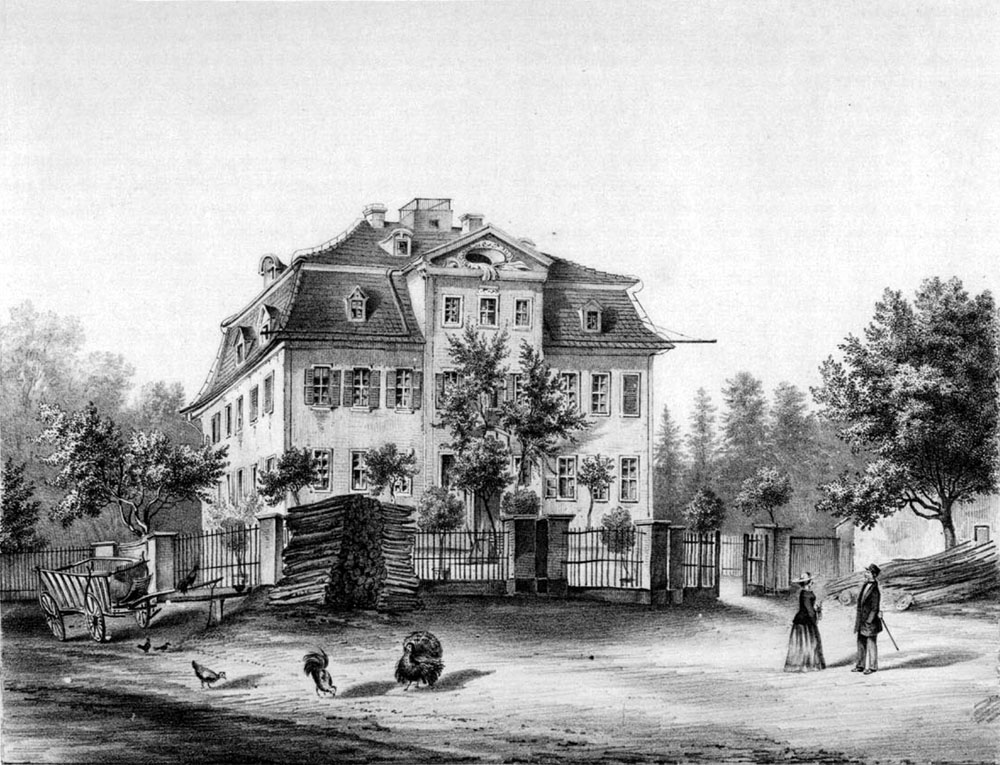
Das Herrenhaus des Rittergutes Zehmen um 1860

In der Eisenzeit befand sich auf dem Gemeindegebiet des späteren Zehmen ein Gräberfeld, das 1937 archäologisch untersucht wurde. 1206 wurde der Ort Zehmen selbst als Herrensitz eines Fricericus de Cemin erstmals erwähnt. Damit hatte auch das zugehörige Dorf seinen Namen, der sich seitdem nur unwesentlich geändert hat: 1279 – Zemin, 1322 – Ztemim, 1350 – Zcemin, 1378 – Czemen, und ab ca. 1750 Zehmen.
Bis 1596 blieb das Rittergut im Besitz der Familie von Zehmen. Die folgenden Besitzer hießen Rothhaupt (bis 1658), Meyer, von Trützschler (bis 1737), Bollmann, Mauru (1756–1770), Leplay (1770–1779), Schmiedel und Volckmar. 1945 wurde das Gut im Zuge der Bodenreform enteignet, und mit dem zugehörigen Land wurden Neubauernstellen eingerichtet.
1620 wurde die Kirche in ihrer letzten Form erbaut aber erst 1747 durch einen Turm komplettiert. Zehmen bildete mit der Nachbargemeinde Rüben eine Parochie, wobei die Rübener Kirche als Filialkirche galt. Gemeinsame Kirchschullehrer von Zehmen und Rüben werden seit Beginn des 17. Jahrhunderts genannt.
Die Entwicklung der Einwohnerzahl von Zehmen verlief wie folgt:
| Jahr      | 1834 | 1871 | 1890 | 1910 | 1925 | 1939 | 1946 | 1950 | 1957 |
| --------- | ---- | ---- | ---- | ---- | ---- | ---- | ---- | ---- | ---- |
| Einwohner | 270  | 352  | 376  | 408  | 443  | 500  | 506  | 554  | 580  |

Zehmen lag bis 1856 im kursächsischen bzw. königlich-sächsischen Kreisamt Leipzig. Ab 1856 gehörte der Ort zum Gerichtsamt Rötha und ab 1875 zur Amtshauptmannschaft Leipzig. 1952 wurde der Ort dem Kreis Borna im Bezirk Leipzig zugeteilt. Durch den voranschreitenden Braunkohleabbau wurden die Einwohner von Zehmen ab 1957 umgesiedelt, der Ort anschließend devastiert und das Gelände vom Braunkohlentagebau Espenhain überbaggert. Die Pleiße wurde verlegt und begradigt. Nach der Rekultivierung des Geländes befindet sich die Stelle des ehemaligen Ortskerns von Zehmen am Ostufer des Rückhaltebeckens Stöhna.
Am 2. September 1964 wurde das Gemeindegebiet von Zehmen in die damalige Gemeinde Großdeuben eingegliedert. Mit dieser gehört es seit 1997 zu Böhlen.

## Sehenswürdigkeiten

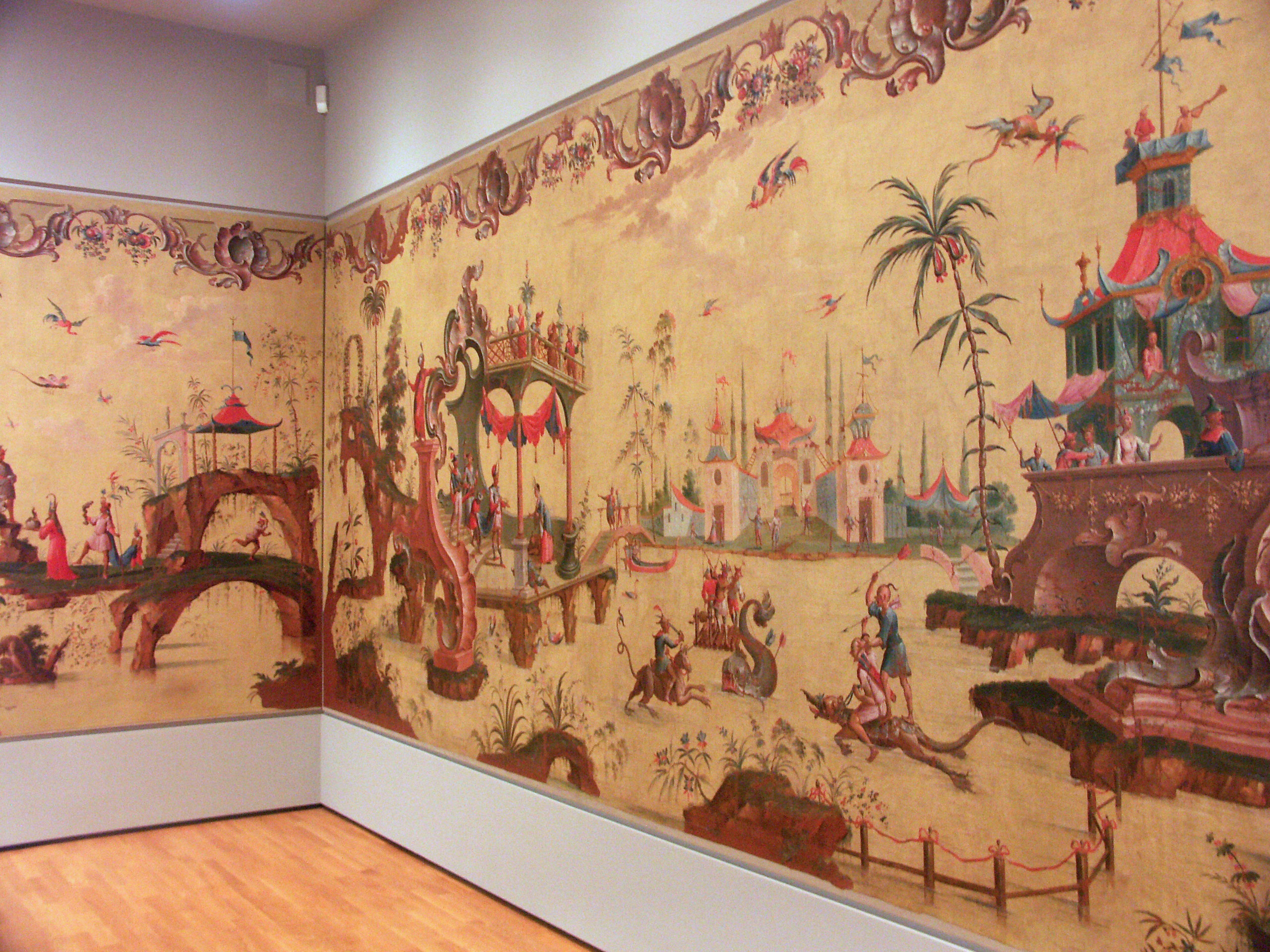
Teil der Tapete aus dem Rittergut Zehmen
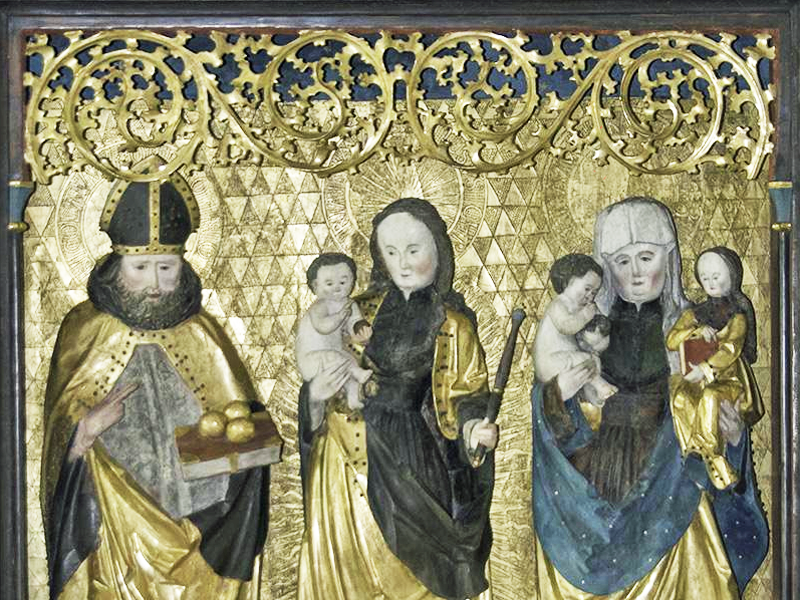
Mittelschrein des Zehmener Altars von 1520

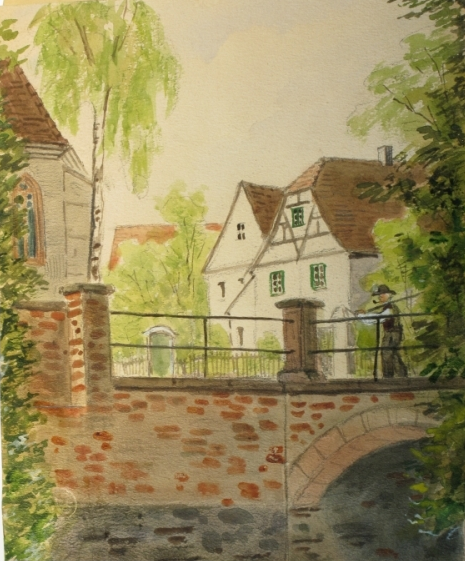
Steinbrücke über die Pleiße in Zehmen (1911). Aquarell von Heinrich Georg Drescher

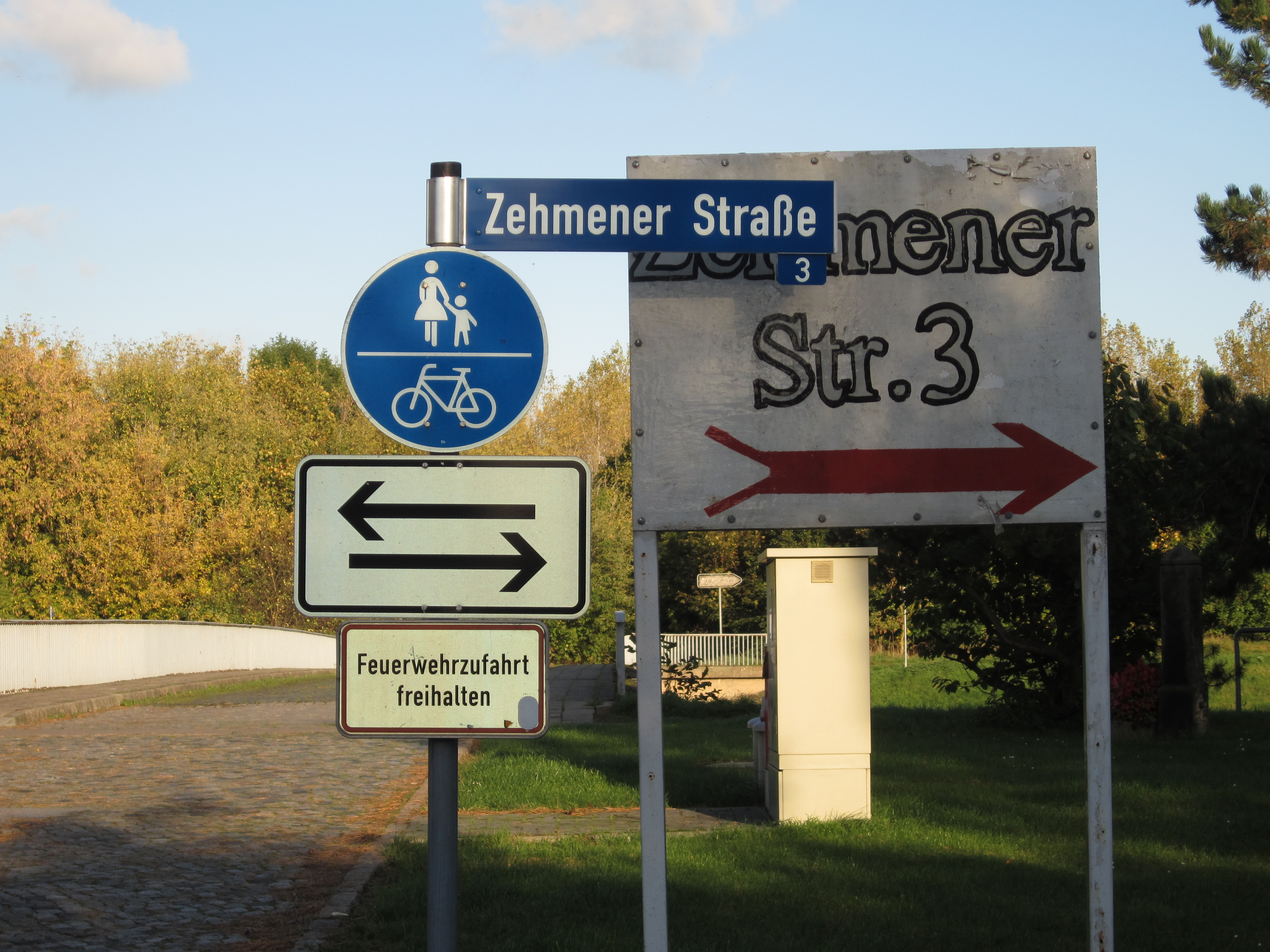
Zehmener Straße in Böhlen, Straßenschild in Richtung des früheren Dorfes Zehmen

Obwohl der Ort nicht mehr existiert, sind dennoch Sehenswürdigkeiten erhalten.
- Nach dem Zweiten Weltkrieg wurde aus dem Rittergut Zehmen eine wertvolle, auf Leinwand gemalte Tapete im chinoisen Stil ins Museum für Angewandte Kunst Leipzig (Grassimuseum) übernommen. Nach sorgfältiger Restaurierung ziert sie seit der Wiedereröffnung des Museums 2007 einen ganzen Raum und ist ein Glanzstück der Ständigen Ausstellung „Antike bis Historismus“.
- Der Altar aus der Zehmener Kirche wurde vor deren Abriss nach Großdeuben verbracht. Er befindet sich in der Patronatsloge der Katharinenkirche in Großdeuben. Der gotische Flügelaltar stammt von etwa 1520 und zeigt im Mittelschrein die Figuren des heiligen Nikolaus, der Maria mit dem Kind und der Anna selbdritt. Die Altarflügel sind verschollen. Der Mittelschrein wurde restauriert.[7]